# Östra Fiskåvattnet
Östra Fiskåvattnet är en sjö i Strömsunds kommun i Jämtland och ingår i Ångermanälvens huvudavrinningsområde. Sjön har en area på 4,48 kvadratkilometer och ligger 324,8 meter över havet. Sjön avvattnas av vattendraget Sjulsån (Fiskån).

## Delavrinningsområde
Östra Fiskåvattnet ingår i det delavrinningsområde (714149-145202) som SMHI kallar för Utloppet av Östra Fiskåvattnet. Medelhöjden är 380 meter över havet och ytan är 17,27 kvadratkilometer. Räknas de 55 avrinningsområdena uppströms in blir den ackumulerade arean 268,96 kvadratkilometer. Sjulsån (Fiskån) som avvattnar avrinningsområdet har biflödesordning 3, vilket innebär att vattnet flödar genom totalt 3 vattendrag innan det når havet efter 272 kilometer. Avrinningsområdet består mestadels av skog (69 procent). Avrinningsområdet har 4,48 kvadratkilometer vattenytor vilket ger det en sjöprocent på 25,9 procent.